# 657 г. пр.н.е.

## Събития

### В Азия

#### В Асирия
- Цар на Асирия е Ашурбанипал (669/8 – 627 г. пр.н.е.).[1]
- Шамаш-шум-укин (668 – 648 г. пр.н.е.) е цар на Вавилон и управлява като подчинен на своя брат Ашурбанипал.[2]
- Астролог предрича на асирийския цар, че кимерийците ще прегазят териториите на запад от царството му, но самата Асирия ще остане пощадена от нашествието. Около десетилетие по-късно това предсказание се сбъдва, когато Лидия е нападната, а цар Гигес убит.[3]
- Около тази година Андария, един от управителите на области в царство Урарту, напада град Убуму, който е столица на присъединената към Асирия (от Асархадон) област Шубрия. Той е победен, пленен и екзекутиран.[4]

#### В Елам
- Цар на Елам е Темпти-Хума-ин-Шушинак (Теуман) (664 – 653 г. пр.н.е.).[5]

### В Африка
- Псаметих (664 – 610 г. пр.н.е.) управлява делтата на река Нил вероятно като номинален васал на Асирия.[6][7]
- Танутамун е цар на Куш (664 – 653 г. пр.н.е.) и номинален фараон на Горен Египет (664 – 656 г. пр.н.е.).[8][9]

### В Европа
- Кипсел завладява властта в Коринт като прогонва Бакхиадите и става първия тиран в историята на града.[10]
- В Северна Добруджа заселници от град Милет основават колонията Истрия.[11][notes 1]